# Teologia della sostituzione
La Teologia della sostituzione o supersessionismo è la dottrina cristiana, secondo cui la nuova alleanza stabilita da Gesù avrebbe sostituito l'antica alleanza stabilita con Mosè e perciò oggi i cristiani sono il vero popolo di Dio. Ad essa si oppone la dottrina secondo cui l'antica alleanza resterebbe ancora in vigore per gli ebrei. I supersessionisti credono che solamente la Chiesa è "l'Israele di Dio" Galati 6:16.
La teologia della sostituzione trae origine dalle controversie sull'abolizione della circoncisione, propugnata da Paolo di Tarso. Una delle prime fonti scritte esplicite di una teologia della sostituzione ci vengono da Melitone di Sardi nella sua omelia pasquale
In forme più blande o più intense è sempre stata presente fra i cristiani sino all'Olocausto, ma è stata progressivamente abbandonata nel seguito.

## Storia

### Primi anni del cristianesimo
Generalmente si attesta a Paolo di Tarso la fondazione della teologia della sostituzione, tuttavia con un'analisi dei suoi testi si nota come nella Lettera ai Romani si nota come Paolo non parli di sostituzione quanto di compimento della Legge Matteo 5:17. Secondo la New Perspective on Paul, c'è una correlazione tra il concetto di Grazia di Paolo e dell'ebraismo.